# کریستین پوسپیشیل
کریستین پوسپیشیل (انگلیسی: Christian Pospischil؛ زادهٔ ۱۴ مهٔ ۱۹۸۵) بازیکن فوتبال اهل آلمان است.
از باشگاه‌هایی که در آن بازی کرده‌است می‌توان به باشگاه فوتبال کیکرز اوفنباخ، باشگاه فوتبال اس‌سی فورتونا کلن، و اشپورت فقاند زیگن اشاره کرد.